# ستانلي ميتشيل
ستانلي ميتشيل (بالإنجليزية: Stanley Mitchell)‏ هو مترجم أمريكي، ولد في 12 مارس 1932، وتوفي في 16 أكتوبر 2011.